# Jo Harvey Allen
Jo Harvey Allen (Lubbock, 1942) es una actriz y escritora estadounidense.

## Biografía
Harvey Allen es reconocida por su trabajo en cine y en teatro, especialmente por su participación en obras Off-Broadway escritas por ella misma como A Moment's Hesitation, As It Is in Texas y Counter Angel. Ha registrado apariciones en películas como In the Valley of Elah, The Wendell Baker Story,  All the Pretty Horses, Tomates verdes fritos y The Client. También se ha desempeñado como docente en la Universidad Estatal de San Diego y ha publicado algunos libros de poesía y de fotografía. En 1961 se casó con el músico y artista Terry Allen.

## Filmografía

### Cine
- In the Valley of Elah
- The Wendell Baker Story
- Secondhand Lions
- Screen Door Jesus
- All the Pretty Horses
- Why Is The Dog Howlin' Mama?
- Waking Up In Reno
- True Stories
- Fried Green Tomatoes
- The Client
- Checking Out
- Floundering
- Motorist
- The Outfitters
- Fool's Gold
- Tapeheads

### Televisión
- Elysian Fields
- Cold Sassy Tree
- Scattering Dad
- Floating Away
- The Lazarus Man
- Charlie Rose